# Девятнадцатое правительство Израиля
Девятнадцатое правительство Израиля (ивр. ממשלת ישראל התשע עשרה‎) было сформировано Менахемом Бегином 5 августа 1981 года, после парламентских выборов, прошедших в июне. Правительство было коалиционным, в правящую коалицию Бегин включил партии Ликуд, МАФДАЛ, Агудат Исраэль, Тами и Телем. Коалиция имела 63 из 120 мест в Кнессете. В состав кабинета министров первоначально входило 17 человек, после вхождения в состав коалиции партии Техия 26 августа их число увеличилось до 18.
Бегин подал в отставку с поста премьер-министра в августе 1983 года, и Ицхак Шамир сформировал 10 октября двадцатое правительство, которое находилось у власти до выборов в Кнессет 1984 года.

## Состав правительства
| Должность                                                | Имя, фамилия                        | Партийная принадлежность                           |
| -------------------------------------------------------- | ----------------------------------- | -------------------------------------------------- |
| Премьер-министр                                          | Менахем Бегин                       | Ликуд                                              |
| Заместитель премьер-министра                             | Симха Эрлих (до 19 июня 1983)1      | Ликуд                                              |
| Заместитель премьер-министра                             | Давид Леви (с 8 ноября 1981)        | Ликуд                                              |
| Министр сельского хозяйства                              | Симха Эрлих (до 19 июня 1983)1      | Ликуд                                              |
| Министр сельского хозяйства                              | Менахем Бегин                       | Ликуд                                              |
| Министр связи                                            | Мордехай Ципори                     | Ликуд                                              |
| Министр обороны                                          | Ариэль Шарон (до 14 февраля 1983)   | Ликуд                                              |
| Министр обороны                                          | Менахем Бегин (14-23 февраля 1983)  | Ликуд                                              |
| Министр обороны                                          | Моше Аренс (с 23 февраля 1983)      | Не был депутатом Кнессета2                         |
| Министр экономики и координации деятельности министерств | Яаков Меридор                       | Не был депутатом Кнессета2                         |
| Министр образования и культуры                           | Звулун Хаммер                       | МАФДАЛ                                             |
| Министр энергетики и инфраструктуры                      | Ицхак Берман (до 30 сентября 1982)3 | Ликуд                                              |
| Министр энергетики и инфраструктуры                      | Ицхак Модаи (с 19 октября 1982)     | Ликуд                                              |
| Министр финансов                                         | Йорам Аридор                        | Ликуд                                              |
| Министр иностранных дел                                  | Ицхак Шамир (с 10 марта 1980)       | Ликуд                                              |
| Министр здравоохранения                                  | Элиэзер Шостак                      | Ликуд                                              |
| Министр строительства                                    | Давид Леви                          | Ликуд                                              |
| Министр абсорбции                                        | Аарон Абухацира (до 4 мая 1982)4    | Тами                                               |
| Министр абсорбции                                        | Аарон Узан (с 4 мая 1982)           | Тами                                               |
| Министр торговли, промышленности и туризма               | Гидеон Пат                          | Ликуд                                              |
| Министр внутренних дел                                   | Йосеф Бург                          | МАФДАЛ                                             |
| Министр юстиции                                          | Моше Ниссим                         | Ликуд                                              |
| Министр труда и социального обеспечения                  | Аарон Абухацира (до 2 мая 1982)4    | Тами                                               |
| Министр труда и социального обеспечения                  | Аарон Узан (с 3 мая 1982)           | Тами                                               |
| Министр по делам религий                                 | Йосеф Бург                          | МАФДАЛ                                             |
| Министр науки и технологий                               | Юваль Неэман (с 26 июля 1982)       | Техия                                              |
| Министр туризма                                          | Гидеон Пат (до 11 августа 1981)     | Ликуд                                              |
| Министр туризма                                          | Авраам Шрир (с 1 августа 1981)      | Ликуд                                              |
| Министр транспорта                                       | Хаим Корфу                          | Ликуд                                              |
| Министр без портфеля                                     | Ицхак Модаи (до 19 октября 1982)    | Ликуд                                              |
| Министр без портфеля                                     | Мордехай Бен-Порат (с 5 июля 1982)  | Телем, Движение за обновление социального сионизма |
| Министр без портфеля                                     | Ариэль Шарон (с 14 февраля 1982)    | Ликуд                                              |
| Министр без портфеля                                     | Сара Дорон (с 5 июля 1983)          | Ликуд                                              |
| Заместитель министра аппарата премьер-министра           | Дов Шилянский                       | Ликуд                                              |
| Заместитель министра сельского хозяйства                 | Михаэль Декель                      | Ликуд                                              |
| Заместитель министра сельского хозяйства                 | Песах Группер                       | Ликуд                                              |
| Заместитель министра обороны                             | Мордехай Ципори                     | Ликуд                                              |
| Заместитель министра образования и культуры              | Мирьям Глезер-Тааса                 | Ликуд                                              |
| Заместитель министра финансов                            | Хаим Кауфман (с 28 августа 1981)    | Ликуд                                              |
| Заместитель министра строительства                       | Моше Кацав                          | Ликуд                                              |
| Заместитель министра абсорбции                           | Аарон Узан (до 5 мая 1982)          | Тами                                               |
| Заместитель министра труда и социального обеспечения     | Бен-Цион Рубин                      | Тами                                               |
| Заместитель министра по делам религий                    | Хаим Друкман (до 2 марта 1982)      | МАФДАЛ                                             |
| Заместитель министра транспорта                          | Давид Шифман (до 18 октября 1982)1  | Ликуд                                              |

1 Умер в должности
2 Хотя Аренс не был депутатом Кнессета в тот момент, позже он был избран в Кнессет по списку Ликуд.
3 Берман вышел из правительства в знак протеста против заключения Комиссии Кахана о расследовании резни в Сабре и Шатиле в 1982.
3 Абуацира подал в отставку в связи с выдвинутыми против него обвинениями в воровстве, злоупотреблении доверием и мошенничестве.